# (472232) 2014 FW71
(472232) 2014 FW71, também escrito como (472232) 2014 FW71, é um objeto transnetuniano que está localizado no Cinturão de Kuiper, uma região do Sistema Solar. Ele possui uma magnitude absoluta de 5,9 e tem um diâmetro estimado com cerca de 290 km. O astrônomo Mike Brown lista este corpo celeste em sua página na internet como um candidato a possível planeta anão.

## Descoberta
(472232) 2014 FW71 foi descoberto no dia 27 de março de 2014.

## Órbita
A órbita de (472232) 2014 FW71 tem uma excentricidade de 0,071 e possui um semieixo maior de 43,322 UA. O seu periélio leva o mesmo a uma distância de 40,228 UA em relação ao Sol e seu afélio a 46,416 UA.